# Idiciu
Idiciu – wieś w Rumunii, w okręgu Marusza, w gminie Bahnea. W 2011 roku liczyła 387 mieszkańców.